# Max Emanuel Ainmiller
Max Emanuel Ainmiller (Monaco di Baviera, 14 febbraio 1807 – Monaco di Baviera, 8 o 9 dicembre 1870) è stato un pittore tedesco.
È conosciuto specialmente per le vetrate eseguite sotto la sua direzione e su suo parziale disegno per il duomo di Colonia, per quello di Ratisbona e per quello di Spira; per la cattedrale di San Paolo a Londra e per quella di Glasgow; per la cappella della Peterhouse, il college più antico dell'Università di Cambridge; per i dipinti ad olio nella Cappella Reale del Castello di Windsor e nell'Abbazia di Westminster.

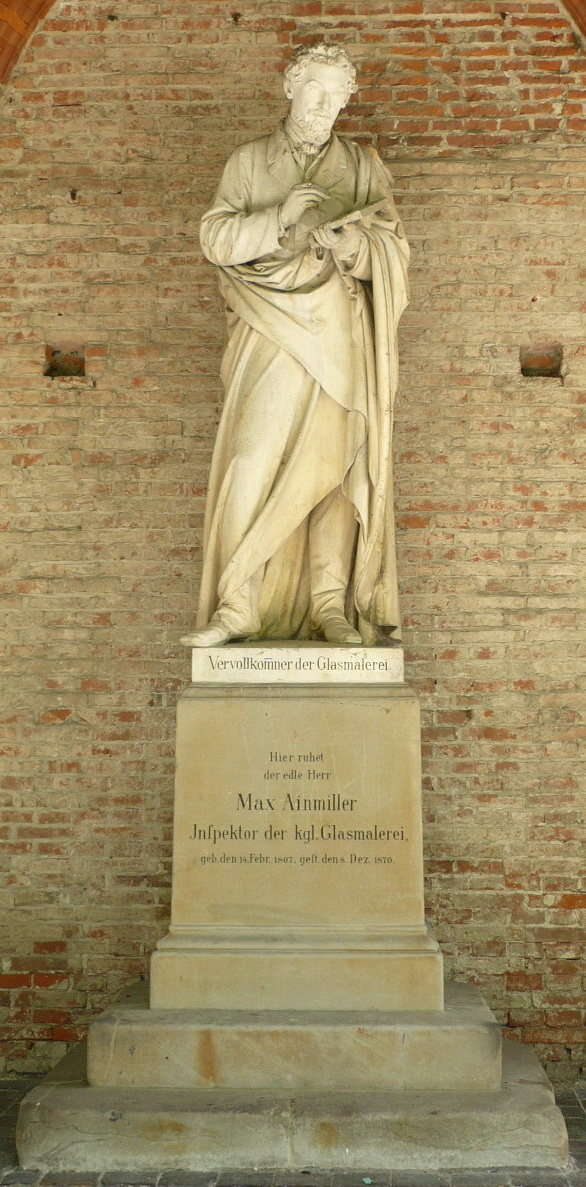
Monumento funebre di Max Emanuel Ainmiller nell'antico cimitero di Sendling a Monaco di Baviera